# 里奥卡瓦多德拉谢拉
里奥卡瓦多德拉谢拉，是西班牙卡斯蒂利亚-莱昂布尔戈斯省的一个市镇。总面积43平方公里，总人口64人（2001年），人口密度1人/平方公里。